# Janja Rebolj
Janja Rebolj, slovenska rokometašica, * 29. januar 1993, Trbovlje. 
Igra za RK Zagorje in Slovensko žensko rokometno reprezentanco..
Z reprezentanco Slovenije je nastopila na Evropskem prvenstvu v rokometu za ženske 2016.